# Le Séducteur (film, 1954)
Pour les articles homonymes, voir Le Séducteur.
Pour plus de détails, voir Fiche technique et Distribution.
Le Séducteur (Il seduttore) est un film comique italien réalisé par Franco Rossi et sorti en 1954.

## Synopsis
Alberto est un Romain marié de trente ans qui drague toutes les belles femmes qu'il rencontre. Sa femme laisse passer ses escapades, mais Alberto parvient à compliquer la situation au point qu'il est obligé de s'occuper de sa femme et de ses deux maîtresses en même temps.

## Fiche technique
- Titre français : Le Séducteur[1]
- Titre original italien : Il seduttore[2]
- Réalisateur : Franco Rossi
- Scénario : Diego Fabbri, Leo Benvenuti, Ugo Guerra (it), Guido Leoni, Giorgio Prosperi, Raul Radice (it), Rodolfo Sonego, Franco Rossi
- Photographie : Alfieri Canavero
- Montage : Otello Colangeli
- Musique : Carlo Innocenzi
- Décors : Gianni Polidori (it)
- Production : Franco Cristaldi
- Société de production : Vides Cinematografica (Rome)
- Pays de production :  Italie
- Langue de tournage : Italien
- Format : Noir et blanc - 1,37:1 - Son mono - 35 mm
- Durée : 90 minutes (1 h 30)
- Genre : Film comique
- Dates de sortie :
  - Italie : 30 septembre 1954 (Rome) ; 27 octobre 1954 (Turin) ; 17 novembre 1954 (Milan)
  - France : 1963[1]

## Distribution
- Alberto Sordi : Alberto
- Lea Padovani : Norma
- Jacqueline Pierreux : Jacqueline
- Denise Grey : la mère de Jacqueline
- Lia Amanda : Alina
- Riccardo Cucciolla : un employé
- Mino Doro : le commandant
- Ciccio Barbi : le comptable
- Mara Berni : une employée
- Gianna Piaz : une employée
- Pina Bottin : la femme de chambre
- Marcello Giorda : le général
- Andrea De Pino : le professeur
- Roberto Bertea : collègue d'Alberto
- Nino Vingelli : le portier de l'hôtel